# Imre Ámos

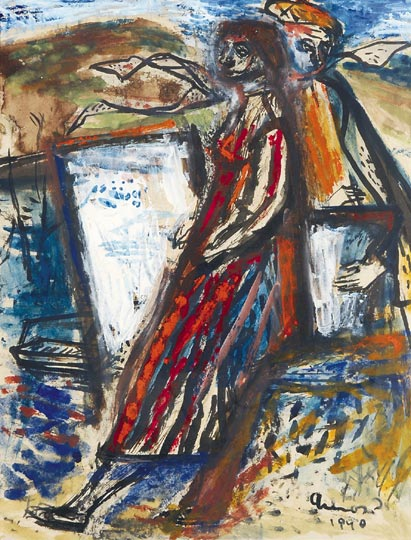
Ámos - Painter and paintress

Imre Ámos (Nagykálló, 7 dicembre 1907 – Ohrdruf, 1944) è stato un pittore ungherese.

## Biografia
Dal 1929 al 1935 fu allievo di Gyula Rudnay all'accademia di belle arti di Budapest. Inizialmente si ispirò al neoimpressionismo in quadri pervasi da un'atmosfera delicata e sensibile, dove l'immagine lascia percepire un altro mondo; opere di questo periodo sono:
- Ricordo di mia madre,
- Davanti allo specchio della mia bisnonna,
- L'angelo della morte.

Dal 1937 lavorò ogni estate a Szentendre e contribuì a formare lo stile della scuola dallo stesso nome. Durante la seconda guerra mondiale, nel corso della quale egli morì internato in un campo di concentramento, l'incubo del presente vissuto si sostituisce all'evocazione dei ricordi. La maggior parte delle opere eseguite clandestinamente nei campi di concentramento sono disegni di carattere surrealista ed ora sono conservati nel Museo di belle arti di Budapest, dove un'esposizione retrospettiva delle sue opere ebbe luogo nel 1958.